# Louis de Goÿs de Mézeyrac
Louis de Goÿs de Mézeyrac, né le 24 avril 1876 à Lyon et mort le 14 juillet 1967 dans le 16e arrondissement de Paris, est un général français, grand-croix de la Légion d'honneur. 
Il est l'un des premiers généraux d'armée aérienne.

## Biographie
Louis de Goÿs de Mézeyrac, issu d'une ancienne famille de la noblesse du sud de l'Auvergne et du Vivarais, fils de Septime de Goÿs de Mezeyrac, zouave pontifical, et de Marguerite de Rascas de Palignan, grandit à Vias, dans l'Hérault. Sa mère, veuve jeune, élève seule ses sept enfants.
En 1895, il reçoit de la commune une bourse pour assurer ses études à l'École spéciale militaire de Saint-Cyr. Il s'intéresse aux progrès de l'aviation et à ses possibles applications dans le domaine militaire. Il est promu chef de bataillon en novembre 1914 et se voit chargé par le général Joffre de l'organisation d'une aviation de bombardement.
Le 26 mai 1915, il commande un raid aérien au-dessus d'une usine de produits chimiques de guerre dans le Palatinat bavarois. Son avion est touché et, obligé de se poser, il est fait prisonnier par les Allemands. Il est incarcéré à la forteresse de Marienburg dont il s'échappe en novembre 1917. Rentré en France, il est fait officier de la Légion d'honneur. Il reprend les combats immédiatement. Il est considéré comme un des « As » de l'aviation de la Première Guerre mondiale.
Il est promu lieutenant-colonel à la fin de la première guerre mondiale, puis général de brigade en décembre 1926. En 1924, il commande une expédition aérienne visant à ouvrir des voies aériennes vers le Tchad et l'Oubangui, en vue de rallier Madagascar. À cette expédition participe notamment Joseph Vuillemin. Elle est marquée par la mort du sergent-radio Gaston Vandelle, à Niamey.
Il prend sa retraite en 1935. Durant la Deuxième Guerre mondiale, il participe activement à la Résistance intérieure française. 
Louis de Goÿs de Mézeyrac est mort à Paris en 1967.

## Distinctions
- Grand croix de la Légion d'honneur